# Мушка Юрій Юрійович
Юрій Юрійович Мушка (нар. 8 вересня 1964, Берегове, Закарпатська область, Українська РСР, СРСР) — український дипломат. Надзвичайний та Повноважний Посол України.

## Біографія
Народився 8 вересня 1964 року в Берегове на Закарпатті. У 1991 закінчив Інститут міжнародних відносин Київського національного університету ім. Т. Г. Шевченка.
З 1991 до 1993 — аташе, 3-й, 2-й секретар Консульського управління МЗС України.
З 1993 до 1997 — 3-й, 2-й секретар Посольства України в Угорщині.
З 1997 до 1998 — радник, завідувач відділом країн Центральної та Східної Європи Управління Європи та Америки МЗС України.
З 1998 до 2000 — в.о. начальника Третього територіального управління Департаменту двостороннього співробітництва МЗС України.
З 2000 до 2003 — радник, радник-посланник Посольства України в Угорщині.
З вересня 2003 до листопада 2003 — в.о. начальника Третього територіального управління Департаменту двостороннього співробітництва МЗС України.
З 10 листопада 2003 до 26 січня 2006 — Надзвичайний та Повноважний Посол України в Угорщині.
З 10 травня 2006 до 18 вересня 2008 — Надзвичайний та Повноважний Посол України в Республіці Корея.
З 11 червня 2010 до 31 березня 2014 — Надзвичайний та Повноважний Посол України в Угорщині.
З 25 листопада 2016 до 24 червня 2022 року — Надзвичайний і Повноважний Посол України в Словаччині.

## Дипломатичний ранг
Надзвичайний та Повноважний Посол України.